# Rhopalopsole malickyi
Rhopalopsole malickyi is een steenvlieg uit de familie van de naaldsteenvliegen (Leuctridae). De wetenschappelijke naam van de soort is voor het eerst geldig gepubliceerd in 2008 door Sivec & Harper.